# Il Silmarillion
Il Silmarillion (The Silmarillion) è un'opera mitopoietica scritta da J. R. R. Tolkien – e pubblicata postuma nel 1977 da Christopher Tolkien con la collaborazione di Guy Gavriel Kay – che narra le vicende di Arda, dalla sua creazione fino alla Terza Era. Il Silmarillion, insieme ad altre opere dello stesso autore, dà forma a una estesa, sebbene incompleta, narrazione che descrive l'universo di Eä, nel quale si trovano le terre di Valinor, Beleriand, Númenor e la Terra di Mezzo, nell'ambito della quale si svolgono Lo Hobbit e Il Signore degli Anelli.
Considerata dal figlio dell'autore Christopher Tolkien l'opera primaria, fondamentale e centrale del padre, è stata forse anche quella più amata dal suo autore; essa non è e non vuole essere un romanzo, ma piuttosto un corpus mitologico, o legendarium, ideato come cuore dell'universo tolkieniano, una serie di narrazioni e vicende a cui l'autore lavorò per tutta la vita, senza terminarle, utilizzandole nel frattempo quale base per sviluppare alcuni dei suoi capolavori, quali Il Signore degli Anelli o Lo Hobbit. Tolkien non vide mai la pubblicazione del materiale del libro (tranne alcuni brani, che, cambiati e riassunti, appaiono nelle Appendici de Il Signore degli Anelli), che fu pubblicato (come molti altri) postumo dal suo curatore, il figlio Christopher, che ne integrò le parti mancanti.

## Genesi e stesura
Proprio perché Tolkien lavorò al Silmarillion per tutta la vita, è impossibile definire una data di composizione di quest'opera. I suoi inizi possono essere fatti risalire al 1917, quando Tolkien era un ufficiale britannico combattente in Francia, nelle trincee della Somme, durante la prima guerra mondiale. Colpito dalla "febbre delle trincee" fu ricoverato in ospedale e ritornò in patria. Anche per contrasto con questa esperienza dolorosa, il suo mondo immaginario, precedentemente solo abbozzato in pochi versi poetici e nomi di fantasia, prese una forma precisa dando luogo al primo nucleo dei Racconti perduti, che sarebbero poi confluiti nell'ideazione di una grande opera sulla storia di Arda e dei suoi abitanti: Il Silmarillion.
Tolkien lavorò al testo dedicandogli tempo e impegno in modo alterno. Nel 1937, dopo il successo di Lo Hobbit, lo propose al proprio editore per la pubblicazione. La risposta fu una netta stroncatura, seppure motivata: Il Silmarillion era considerato dall'editore un semplice "contenitore" di materiale fantastico da cui attingere per scrivere altri libri simili a Lo Hobbit, inoltre impubblicabile per uno stile troppo distante da quest'ultimo. Tolkien fu molto addolorato dal rifiuto, seppur consapevole che Il Silmarillion era lontano dalle aspettative dei suoi lettori. Accanto alle altre opere, periodicamente rivedeva e integrava Il Silmarillion. La stessa The History of Middle-earth è stata in parte spunto iniziale per quest'opera, ma soprattutto un'espansione dei molti temi in essa presenti.
Tolkien considerava quest'opera la più importante tra le sue creazioni, continuò così per tutta la vita a lavorare sui racconti in esso contenuti, affinando e rimaneggiando le proprie idee e il testo stesso; tuttavia non completò mai Il Silmarillion.

### La pubblicazione
Solo quattro anni dopo la morte dell'autore, nel 1977, Il Silmarillion fu pubblicato grazie al figlio Christopher. Egli aveva lavorato al testo raccogliendo molte bozze del padre, revisionandole ed unendole per farne un'opera ben amalgamata ed unitaria. Si avvalse dell'aiuto dello scrittore fantasy Guy Gavriel Kay su alcune parti più tarde del Quenta Silmarillion che erano in uno stato primitivo di bozza. Christopher Tolkien ha cercato di rispettare al massimo l'opera del padre, ma è indubbio che leggendo Il Silmarillion si debba tenere conto del suo intervento che, in molti casi, è stato notevole, dato lo stato abbozzato di molti testi. Il dibattito è stato vivace tra gli ammiratori del professore di Oxford, sulla correttezza di una rielaborazione e pubblicazione postuma, ma si sa che Tolkien stesso voleva ad ogni costo che l'opera venisse pubblicata. Dopo l'uscita del Silmarillion, Christopher Tolkien scoprì molto altro materiale scritto dal padre su Arda: bozze, versioni grezze e racconti in parte terminati. Dopo alcuni anni dalla pubblicazione del Silmarillion uscirono le Histories of Middle-earth, 12 volumi in cui era raccolta la maggior parte degli scritti dell'autore. Molte delle differenze tra Il Silmarillion rielaborato da Christopher e le Histories non sarebbero esistite se – afferma Christopher Tolkien – egli fosse venuto prima a conoscenza dell'esistenza di questi scritti.

## L'opera

### Influenze e stile
Il Silmarillion è un'opera multiforme e può essere letta su numerosi piani: 
- la descrizione di un mondo, uno sfondo per le avventure che sarebbero state narrate successivamente, una scenografia mitica ed epica creata ex novo;
- narrazione approfondita dei fatti riguardanti le prime tre ere del mondo, come se fosse un'opera storica relativa ad una realtà storicamente esistente;
- una mitologia originale per la cultura inglese, che ne mancava, avendo sempre tratto le proprie leggende dalle altre culture.

Tolkien, grande saggista e studioso medievalista, trasse ispirazione da grandi autori del passato quali Omero e Macpherson, da miti e saghe nordiche, oltre che dalla Bibbia. Tra le opere più importanti nella formazione del professore di Oxford, che lo portò a creare Il Silmarillion, sono da citare il Kalevala finnico e l'Edda poetica norrena. Riferimenti molto precisi sono poi nell'Ainulindalë, dove si ritrovano i tratti tipici della Genesi biblica e del "racconto degli inizi" presente in molte culture. L'Akallabêth rivisita il mito di Atlantide, già narrato da Platone nel Timeo, richiamando anche la biblica fine di Babele.
Particolarmente appassionato allo studio degli antichi miti e delle lingue, Tolkien si avvicinò ad un poema anglosassone, il Cristo di Cynewulf, in cui erano presenti i seguenti versi:
(Cynewulf, Cristo (L'Ascensione))
Tolkien fu molto colpito da queste parole, tanto che scrisse in seguito al riguardo: «Provai un curioso tremito, come se qualcosa in me si fosse mosso, risvegliato per metà dal sonno. Avrei trovato qualcosa di molto remoto, strano e bello oltre quelle parole, se fossi stato capace di coglierlo, molto di più del semplice inglese antico». In questo nome sta probabilmente l'origine del Silmarillion, passando per un breve componimento del 1914, Il viaggio di Eärendil, la Stella della sera: Eärendil il mezzelfo è infatti uno dei personaggi di maggior statura del Silmarillion.
Anche la mitologia greca ispira i personaggi dei Valar, i quali prendono in prestito molti degli attributi degli dèi olimpici. I Valar, come gli dèi dell'Olimpo, vivono nel mondo ma su un'alta montagna, separati dai mortali; tuttavia le corrispondenze sono solo parziali, visto che i Valar riprendono anche elementi della mitologia norrena. Diverse Potenze, infatti, possiedono caratteristiche simili a quelle di vari Æsir, gli dèi di Ásgarðr. Thor, per esempio, il più forte degli dèi dal punto di vista fisico, può essere visto sia in Oromë, che affronta le creature di Melkor, sia in Tulkas, fisicamente il più forte dei Valar. Manwë, il capo dei Valar, presenta alcune somiglianze con Odino, il «padre degli dèi».
Influenze bibliche e legate alla narrativa tradizionale cristiana sono rilevabili nel conflitto tra Morgoth ed Eru Ilúvatar, parallelo alla polarità di Dio e Lucifero Inoltre, come la Genesi riferisce della creazione e della caduta dell'uomo, così Il Silmarillion narra della creazione e della caduta degli Elfi. La cosmologia cristiana medievale mostra la propria influenza specialmente nel racconto della creazione dell'universo come manifestazione di una sorta di canzone cantata da Dio, alla quale gli «angeli» si allineano fino al momento in cui l'«angelo decaduto» introduce la discordia. Gli scritti di sant'Agostino sulla musica, così come l'estesa tradizione medievale dell'armonia divina — concetto ripreso nella nozione di musica delle sfere —, sono serviti da base per il racconto tolkieniano della creazione.
Le influenze della mitologia celtica emergono, per esempio, con l'esilio dei Noldor che trae elementi dalle storie delle leggende irlandesi dei Túatha Dé Danann. Influenze gallesi sono riscontrabili nella lingua elfica Sindarin, a cui Tolkien diede «a linguistic character very like (though not identical with) British-Welsh […] because it seems to fit the rather 'Celtic' type of legends and stories told of its speakers».

### Il piano linguistico
L'opera si mantiene per tutto lo sviluppo della narrazione su un tenore tecnico, linguistico e strutturale che risulta assolutamente superiore rispetto ai due romanzi successivi e che in certi passaggi risulta quasi aulico e di difficile lettura e comprensione. Il motivo si può attribuire a due aspetti: il primo legato al processo di scrittura dell'opera che non era ancora arrivata alla versione definitiva, l'altro, predominante, quello legato all'argomento trattato. Il Silmarillion è elfo-centrico, soprattutto nelle prime due parti, e gli elfi, amanti della musica e della poesia, hanno uno stile alto: Tolkien stesso, a volte consapevolmente, altre meno, usava lo stile degli elfi nello scrivere, come se essi stessi fossero gli autori.
Il Silmarillion ha argomento e stile epici: le analogie con la Bibbia si ritrovano in molti punti, ma specialmente nella prima parte (una nuova visione della Genesi); alle parti in prosa si alternano a volte componimenti poetici, il linguaggio è "alto". Il tono epico si rispecchia anche nei valori, nelle gesta, nei sentimenti e nelle descrizioni: un contesto di luci intensissime che si contrappongono a tenebre inenarrabili, facendo da sfondo alle gesta epiche, ma senza speranza, di eroi che vivono intensamente il proprio destino, allo stesso tempo distanti e tormentati interiormente. Un senso di fatalità (nel bene e nel male) e di malinconia permea l'opera. Notevole è il numero dei nomi di luoghi e persone; numerose anche le storie che si intrecciano fra loro e si ramificano dal racconto.

### Struttura ed analisi
Il Silmarillion comprende cinque parti. La prima, Ainulindalë (la Musica degli Ainur), riferisce della creazione di Eä, il «Mondo che è». La seconda parte, Valaquenta, riporta la descrizione dei Valar, le «Potenze del Mondo», e dei Maiar. La terza sezione, Quenta Silmarillion, riguarda gli eventi prima e nel corso della Prima Era, incluse le guerre per i Silmaril. La quarta parte, Akallabêth, concerne gli avvenimenti legati alla Caduta di Númenor e del suo popolo durante la Seconda Era. L'opera si chiude con una parte intitolata Degli Anelli del Potere e della Terza Era in cui vengono riassunti gli eventi della Seconda e Terza Era dei quali sono protagonisti gli Anelli del Potere: questo racconto narra gli avvenimenti accaduti prima dello Hobbit.

#### Ainulindalë
In questo primo capitolo Tolkien descrive la genesi di Arda e di tutto l'universo che la ospita ad opera di Dio, Eru Ilúvatar, e di potenti spiriti, gli Ainur, nati dal suo pensiero. Tutti intonano la melodia che darà origine ad Eä e ad Arda, ma Melkor, il più potente tra gli Ainur (assieme a suo fratello Manwë, secondo in potenza), il quale da sempre bramava il potere di Eru Ilúvatar, slega la sua melodia da quella degli altri Ainur e da Ilúvatar stesso dando origine al male del mondo. L'eco biblica qui è piuttosto sensibile; col procedere della narrazione, inoltre, Melkor tenderà sempre di più a stare rifugiato nelle profondità della Terra, condannato in eterno alla materialità e alla nequizia dei suoi disegni di distruzione, caos e rovina. Dopo aver completato la creazione di Eä, Ilúvatar informa gli Ainur della venuta prossima dei suoi figli sulla Terra di Mezzo, gli Elfi — i Primogeniti, beneficiati dell'immortalità e della perfezione, ma completamente legati al destino di Arda stessa — e gli Uomini — i Secondogeniti o i Successivi, inferiori agli Elfi in molte caratteristiche quali bellezza e prestanza, ma beneficiati della libertà dal destino e della morte, un dono «strano», come viene spiegato nel Quenta Silmarillion, dove si afferma che «con il consumarsi del Tempo, persino le Potenze [lo] invidieranno». Appreso ciò, gli Ainur che più amarono l'iniziale melodia creatrice si trasferiscono su Arda per prepararla all'arrivo dei figli di Ilúvatar, trovando non poche difficoltà visto che le loro opere vengono spesso corrotte o rovinate dalla malvagia mano di Melkor.
Arda a quei tempi era buia e solo le stelle le davano un po' di luce. Gli Ainur decisero allora di realizzare due pilastri in cima ai quali posero dei giganteschi Lumi (o Lampade), Illuin (settentrionale) e Ormal (meridionale), che furono consacrati da Manwë, il re degli Ainur. Inoltre tutti gli Ainur percorsero il mondo e lo abbellirono con fiori, alberi, frutti. Tuttavia Melkor, mentre gli Ainur festeggiavano la fine delle loro fatiche, abbatté i pilastri facendo riversare su Arda le terribili fiamme dei Lumi. Gli Ainur utilizzarono tutte le loro energie per salvare il mondo, rendendosi vulnerabili agli attacchi di Melkor. Furono costretti a fuggire nella Terra di Aman, dove crearono il regno di Valinor e fondarono la città di Valmar. Gli Ainur presero dunque il nome di Valar, cioè le Potenze del Mondo, e furono per sempre coadiuvati da Ainur di potenza inferiore, detti Maiar.

#### Valaquenta
Nel secondo capitolo vengono annoverati i Valar, i Maiar e i nemici che durante il libro verranno strenuamente combattuti dalle forze del bene. Tra i Maiar è sicuramente importante citare il potente Sauron, non tanto per il ruolo in questo libro che, anzi, risulta essere minore, bensì più per quello che ricoprirà nell'opera Il Signore degli Anelli quale assoluto capo delle forze del male. Si narra che egli fosse originariamente di bella prestanza e assoluta bellezza ma che poi, lasciatosi irretire dalla malvagità di Melkor e messosi al suo servizio, divenne orribile a vedersi e di una potenza e malvagità senza eguali tra i servi di Morgoth (nome assegnato a Melkor in quest'Era), tra i quali si annoverano i Balrog (Maiar corrotti da Melkor e trasformati in demoni del fuoco, il cui signore è Gothmog) e gli Orchi. Dopo la seconda grande battaglia tra i Valar e Morgoth (la prima venne fatta per stabilire il dominio di Arda da parte degli uni o dell'altro, mentre questa venne condotta per preservare gli Elfi appena risvegliati dalla malvagità di Melkor), quest'ultimo venne imprigionato mentre Sauron si rifugiò nelle profondità della terra per poi ricomparire al fianco di Morgoth, una volta che questi fuggì da Valinor e distrusse gli alberi di Valinor grazie all'aiuto di Ungoliant, capostipite di tutti gli aracnidi della valle di Gorgoroth, tra cui Shelob. Di rilievo tra i Maiar sono gli Istari, di cui vengono raccontate le vicende soprattutto nel Signore degli Anelli e nei Racconti Incompiuti. Essi si presentano nella Terra di Mezzo come stregoni immortali, fra i quali Olórin (Gandalf) e Cúrunir (Saruman).

#### Quenta Silmarillion
Nel terzo capitolo dell'opera vengono narrate le storie più importanti di tutta la Prima Era della Terra di Mezzo. La maggior parte dei racconti verte sui Silmaril, i tre gioielli forgiati da Fëanor a Valinor che racchiudono dentro di loro la luce dei Due Alberi di Valinor. Tali gemme spettano agli elfi ma sono bramati e rubati da Morgoth e sul loro recupero si snoderà quasi tutta la trama dei racconti. Gli altri racconti, tra i quali spicca quello del viaggio di Eärendil, si snodano fino alla guerra d'Ira e alla definitiva sconfitta di Morgoth, alla fine catturato dai Valar e confinato nel vuoto esterno ad Arda, fuori dallo Spazio e dal Tempo.

#### Akallabêth
Dopo la caduta di Morgoth, a quegli Uomini della Terra di Mezzo che avevano aiutato gli Elfi nella guerra all'Oscuro Signore venne donata Númenor, una nuova e splendida isola, situata nel mezzo dell'oceano tra le rive occidentali della Terra di Mezzo e le rive orientali di Aman. Agli Uomini era vietato fare vela verso Aman, ma per 2 500 anni Númenor crebbe in potenza, solcando i mari e fondando numerose colonie nella Terra di Mezzo. In quel tempo Sauron, inizialmente servo di Morgoth, stava diventando un secondo Oscuro Signore, ma l'ultimo re di Númenor Ar-Pharazôn decise di intervenire e riuscì a trarre Sauron prigioniero a Númenor. Sauron però si era volutamente lasciato catturare: da quel momento, assumendo una forma di grande equità e bellezza guadagnò sempre maggiore stima e potere a Númenor, fino a diventare consigliere del re. Con inganno e manipolazione, corruppe la gran parte dei númenoreani verso il culto di Morgoth.
Infine Sauron convinse Ar-Pharazôn ad assalire Aman per strappare l'immortalità ai Valar. L'intento di Sauron in realtà era mandare il re e la flotta verso una distruzione sicura, ottenendo così il dominio incontrastato sull'isola. Le cose non andarono però secondo i suoi piani: quando cominciò l'invasione, di fronte a un atto di tale gravità i Valar si rivolsero a Eru Ilúvatar, che spezzò il mondo e lo rimodellò. Ar-Pharazôn e la sua flotta furono sgominati, ma l'isola di Númenor sprofondò in mare. Sauron perse la sua forma fisica, ma non essendo mortale il suo spirito scappò da Númenor e tornò nella Terra di Mezzo, portando con sé l'Unico Anello. Aman venne rimossa dal mondo e resa da quel momento raggiungibile solo agli Elfi. Da allora l'isola e il suo sprofondamento vennero ricordati col nome di Akallabêth, ossia "Colei che è caduta". All'inabissamento dell'isola sopravvissero solo nove navi di uomini di famiglie reali númenoreane, guidate da Elendil e dai suoi due figli, Isildur e Anárion, che approdarono nella Terra di Mezzo e lì fondarono i regni di Arnor, nel nord, e Gondor nel sud. Sauron, tuttavia, col tempo ricominciò a farsi pericoloso, sicché Uomini ed Elfi si riunirono in un'Alleanza per contrastarlo. Questo portò alla prima Guerra dell'Anello e alla susseguente sconfitta di Sauron. Isildur tagliò dalla mano di Sauron esanime l'Unico Anello, ma decise di non distruggerlo nella voragine di Monte Fato e tenerlo per ricordo.

#### Degli Anelli del Potere e della Terza Era
In tale ultimo capitolo, «in cui questi racconti giungono alla loro conclusione», viene chiarita l'origine nonché la fine degli Anelli del Potere che Sauron consegnò ad elfi, nani e uomini per poterli governare grazie al potere del suo Unico Anello, forgiato tra le fiamme del Monte Fato. Buona parte delle vicende qui riassunte trovano un riscontro assai più ampio nell'opera Il Signore degli Anelli, compresa la fine definitiva di Sauron grazie alla distruzione dell'Unico Anello ad opera dello Hobbit Frodo Baggins e del suo amico Samvise Gamgee, con l'intervento risolutivo di Gollum.

## Accoglienza
Al momento della pubblicazione, le recensioni del Silmarillion furono generalmente negative. L'opera fu criticata, infatti, per la sua eccessiva serietà, mancando in essa i momenti spensierati rilevati nel Signore degli Anelli e, soprattutto, ne Lo Hobbit. Altre critiche compresero la lingua arcaica difficile a leggersi e i nomi molto difficili, anche da ricordare.
Nonostante le critiche iniziali, alcuni recensori elogiarono l'opera tolkieniana. The New York Times Book Review riconobbe che «what is finally most moving is [...] the eccentric heroism of Tolkien's attempt» («ciò che è, in definitiva, assolutamente toccante è [...] l'originale eroismo dello sforzo di Tolkien»). TIME descrisse Il Silmarillion come «majestic, a work held so long and so powerfully in the writer's imagination that it overwhelms the reader» («maestoso, un lavoro maturato così a lungo e con tanta potenza nell'immaginazione dell'autore che travolge il lettore»). The Horn Book Magazine lodò inoltre il «remarkable set of legends conceived with imaginative might and told in beautiful language» («notevole insieme di leggende generato con una potente immaginazione e narrato in una lingua affascinante»). Ancora, John Calvin Batchelor, recensendo l'opera per The Village Voice, affermò trattarsi di un «difficult but incontestable masterwork of fantasy» («impegnativo ma incontestabile capolavoro del fantasy») e apprezzò il personaggio di Melkor, la cui arma principale era «his ability to corrupt men by offering them trappings for their vanity» («la sua capacità di corrompere gli uomini offrendo loro monili per la loro vanità»).
Robert M. Adams del The New York Review of Books definì Il Silmarillion «an empty and pompous bore» («una vuota e ampollosa noiosaggine»), «not a literary event of any magnitude» («un caso letterario di nessuna importanza»), sostenendo inoltre che il motivo principale del successo del libro fosse da attribuirsi alla fama del suo autore conseguita attraverso la popolarità del Signore degli Anelli e de Lo Hobbit; sostenne che Il Silmarillion sarebbe stato più comprato che letto. School Library Journal definì l'opera in termini negativi in rapporto agli altri lavori di Tolkien. Peter Conrad della rivista di sinistra New Statesman si spinse a dire che «Tolkien can't actually write» («Tolkien non sa affatto scrivere»).